# Kitræv
Kitræven (Vulpes macrotis) er et dyr i hundefamilien. Den når en længde på 38-53 cm med en hale på 18-26 cm og vejer 1,5-3 kg. Dyret lever i det vestlige Nordamerika. Den lever i ørken såvel som græssteppe. Kitræven er altædende. Hunnen føder 3-6 unger som begge forældre opfostrer.